# 영광군·함평군·장성군
영광군·함평군·장성군은 대한민국의 옛 국회의원 선거구이다. 당시 전라남도 영광군, 함평군, 장성군 지역을 관할했다.

## 역사
제9대 국회의원 선거를 앞두고 영광군, 함평군, 장성군이 하나의 선거구를 이루게 됨에 따라 신설되었다.
제13대 국회의원 선거를 앞두고 영광군, 함평군은 함평군·영광군 선거구를 이루고 장성군은 담양군과 함께 담양군·장성군 선거구를 이루게 됨에 따라 폐지되었다.

## 역대 국회의원
| 선거   | 정당 | 정당       | 1위 의원 | 정당 | 정당       | 2위 의원 |
| ------ | ---- | ---------- | -------- | ---- | ---------- | -------- |
| 1973년 |      | 민주공화당 | 윤인식   |      | 신민당     | 이진연   |
| 1978년 |      | 민주공화당 | 김재식   |      | 신민당     | 이진연   |
| 1981년 |      | 민주정의당 | 조기상   |      | 신정당     | 이원형   |
| 1985년 |      | 민주정의당 | 조기상   |      | 민주한국당 | 이진연   |

## 역대 선거 결과

### 대한민국 제9대 국회의원 선거
|  | 34.12% |

|  | 24.29% |

|  | 23.45% |

|  | 18.11% |

### 대한민국 제10대 국회의원 선거
|  | 42.78% |

|  | 26.75% |

|  | 26.61% |

|  | 3.84% |

### 대한민국 제11대 국회의원 선거
|  | 28.61% |

|  | 22.06% |

|  | 19.38% |

|  | 12.58% |

|  | 12.19% |

|  | 2.74% |

|  | 2.41% |

### 대한민국 제12대 국회의원 선거
|  | 33.86% |

|  | 23.20% |

|  | 19.23% |

|  | 17.82% |

|  | 5.87% |

## 같이 보기
- 영광군의 국회의원
- 함평군의 국회의원
- 장성군의 국회의원